# Réforme vestimentaire

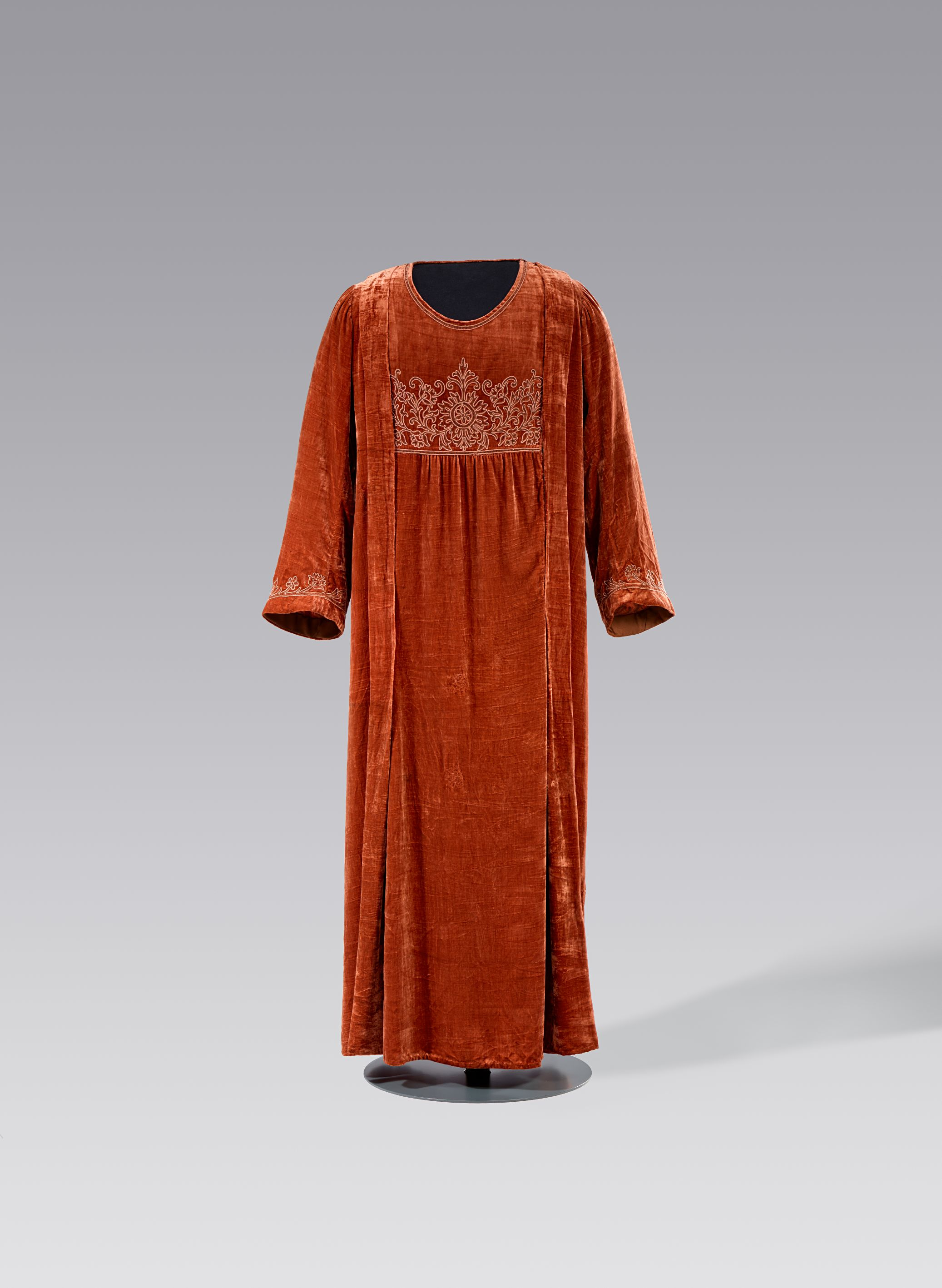
Robe de réforme, 1910. Collection du Musée historique de Francfort-sur-le-Main.

La réforme vestimentaire est un courant apparu au milieu du XXe siècle qui vise à proposer, aux hommes mais surtout aux femmes, des vêtements plus pratiques et confortables pour des raisons de santé ou d'émancipation. Les vêtements réformés pour les femmes visent à leur permettre de se déplacer plus librement et de participer activement à la vie professionnelle en éliminant les éléments gênants et restrictifs.
Le début des années 1880 est marqué par divers courants se réclamant de l'hygiène et du confort, on réclame une silhouette plus naturelle, le confort la santé.... Le mouvement naît aux États-Unis et au Royaume-Uni avec la revendication, pour les femmes, de ne plus porter de corsets et le souhait de porter des pantalons. L'un des premiers précurseurs des vêtements réformés est le bloomer, apparu aux États-Unis vers 1850. Bénéficiant d'une forte couverture médiatique, il est porté par des militantes des droits des femmes, mais échoue à convaincre une large popularisation. Au cours des décennies suivantes, de nouvelles tentatives de réforme sont menées aux États-Unis, et des mouvements réformateurs émergent également en Europe. Ce mouvement est soutenu par certains médecins qui, dès la fin du XVIIIe siècle, dénoncent le corset comme extrêmement nocif pour la santé.
Le nom de « réforme » vient du mouvement allemand Reformkleidung, partie intégrante du mouvement global Lebensreform, pour, schématiquement, un mode de vie plus proche de la nature. Au Royaume-Uni, le mouvement est identifié comme Victorian dress reform.

## Le mouvement de réforme vestimentaire

### Contexte
Les réformistes vestimentaires sont en grande partie des femmes de la classe moyenne impliquées dans la première vague de féminisme en Occident, des années 1850 aux années 1890. Bien que le vêtement ne soit pas une question primordiale dans le mouvement féministe, il n’est pas non plus ignoré. Catherine Barmby écrit dans The Demand for the Emancipation of Women (1843) « La femme est esclave des institutions politiques mais aussi serve des règles sociales : les coutumes, notamment vestimentaires, la tyrannisent. Il faut un nouvel habit pour la “femme libre" ». Florence Harberton milite pour une réforme vestimentaire respectueuse de la santé des femmes, de leur forme physique et de leur liberté de mouvement. Elle publie en 1894 Reasons for reform in dress, dans lequel elle met en exergue les robes longues, causes d'accidents et de nombreux inconvénients,.
La réforme vestimentaire appelle à l'émancipation des « diktats de la mode », exprime le désir de « couvrir adéquatement les membres et le torse » et promeut une « tenue vestimentaire rationnelle » . Le mouvement connaît son plus grand succès dans la réforme des sous-vêtements féminins, qui peuvent être modifiés sans exposer la personne qui les porte au ridicule social. Les réformateurs vestimentaires encourage également les femmes à adopter des vêtements simplifiés pour les activités sportives comme le vélo ou la natation. Le mouvement s'intéresse beaucoup moins aux vêtements masculins, bien qu'il ait été à l'origine de l'adoption généralisée des combinaisons en laine tricotée ou des caleçons longs,.
Certains partisans du mouvement créent des salons de réforme vestimentaire, ou des vitrines, où les femmes peuvent acheter des patrons de couture pour les vêtements, ou les acheter directement,.
Artistes et créateurs de mode influencent également le vêtement réformiste, adoptant même partiellement ses nouvelles lignes. Cependant, leurs premières créations, appelées parfois « robes d'artiste », n'ont eu qu'une durée de vie extrêmement courte. Si elles rejettent les modes précédentes, elles ne sont pas nécessairement plus confortables que leurs prédécesseures et, de plus, sont inabordables pour la plupart des femmes.
Par ailleurs, la participation accrue des femmes aux activités sportives accroît naturellement la demande de vêtements appropriés. Parallèlement, le contexte sportif renforce l'acceptation sociale de ces vêtements, du moins dans certaines situations.

### Controverses sur le corset
L'ennemi commun de toutes ces actrices est avant tout le corset, conçu pour créer une taille de guêpe,.
La mode des années 1850 à 1880 met l'accent sur les grandes crinolines, les tournures encombrantes et les bustes rembourrés à la taille fine lacée dans une « corseterie moulée à la vapeur ». Le Tightlacing (laçage serré ou corsetage) est au centre de la controverse sur le corset (en) : les réformateurs vestimentaires affirment que le corset est motivé par la vanité et la bêtise, et qu'il est nocif pour la santé. Des médecins estiment que le port du corset peut léser les organes internes, compromettre la fertilité, provoquer une faiblesse et un épuisement général de la santé. Les partisans du corset soutiennent qu'il est nécessaire pour une tenue élégante.
La médecin Alice Bunker Stockham s'insurge contre le corset et déclare, à propos du corsage de grossesse, : « Le meilleur corsage de grossesse, c'est l'absence totale de corset. ». Une autre médecin britannique, Arabella Kenealy déduit d'expériences faites sur des singes que, pour les femmes, le corset est une cause, sinon toujours de mort, au moins de la plus affreuse déchéance physique et morale. En France, une certaine Madame Doria fonde la Ligue des mères de famille la mutilation de la taille par le corset,. La réformiste et militante Catharine Beecher est l'une des rares à défier les normes de bienséance et à discuter des problèmes gynécologiques résultant de l'utilisation du corset tout au long de la vie, en particulier le prolapsus génital. L'historienne féministe Leigh Summers suggère que le corsetage pourrait parfois être utilisé pour provoquer une interruption de grossesse,. Une revue française écrit dès lors, en 1898 : « La première chose à combattre est, bien sûr, le corset, cette armature féminine nocive pour la santé car elle comprime la poitrine et la taille, mettant ainsi en danger les poumons, le foie et le cœur. »
En 1860, la corsetière britannique Roxey Ann Caplin publie Health and Beauty, or, Women and her Clothing, où elle s'inquiète des « corsets mal conçus » et condamne la mode du laçage serré. Elle met au point un « corset hygiènique » qui remporte une médaille à l'Exposition universelle de 1851,.
Alors que les partisans de la mode vestimentaire soutiennent que les corsets assurent une silhouette droite et « belle », structure physique nécessaire à une société morale et bien ordonnée, les réformistes vestimentaires affirment que les modes féminines sont non seulement physiquement préjudiciables, mais « le résultat d'une conspiration masculine visant à asservir les femmes en les cultivant dans la psychologie de l'esclavage ». Elles estiment qu'un changement de mode peut changer la position des femmes dans la société, permettant une plus grande mobilité sociale, l'indépendance vis-à-vis des hommes et du mariage, la capacité de travailler pour un salaire, ainsi que la mobilité physique et le confort,.

## La réforme des sous-vêtements

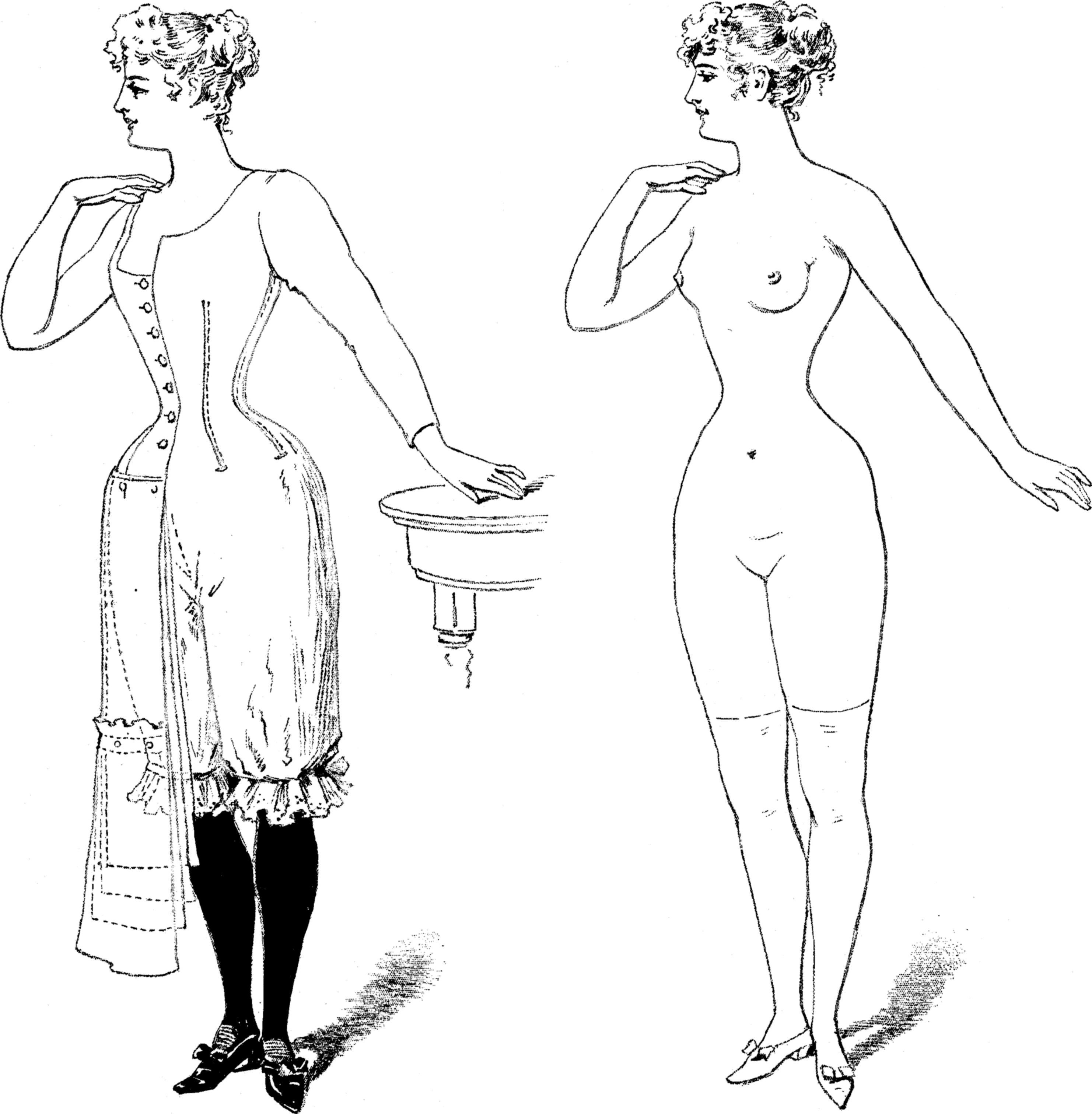
Une tentative de réforme vestimentaire en 1891, mais en gardant une silhouette à la mode.

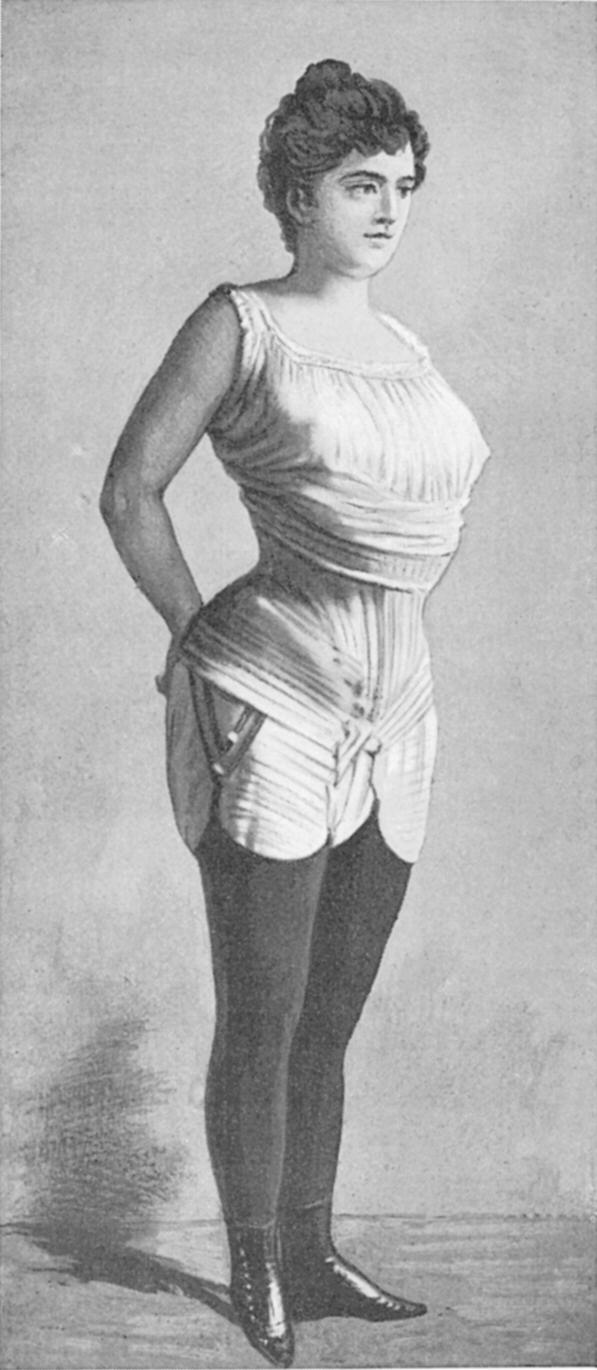
Inès Gaches-Sarraute dans un corset droit datant d'environ 1892, devenu à la mode à l'époque édouardienne.

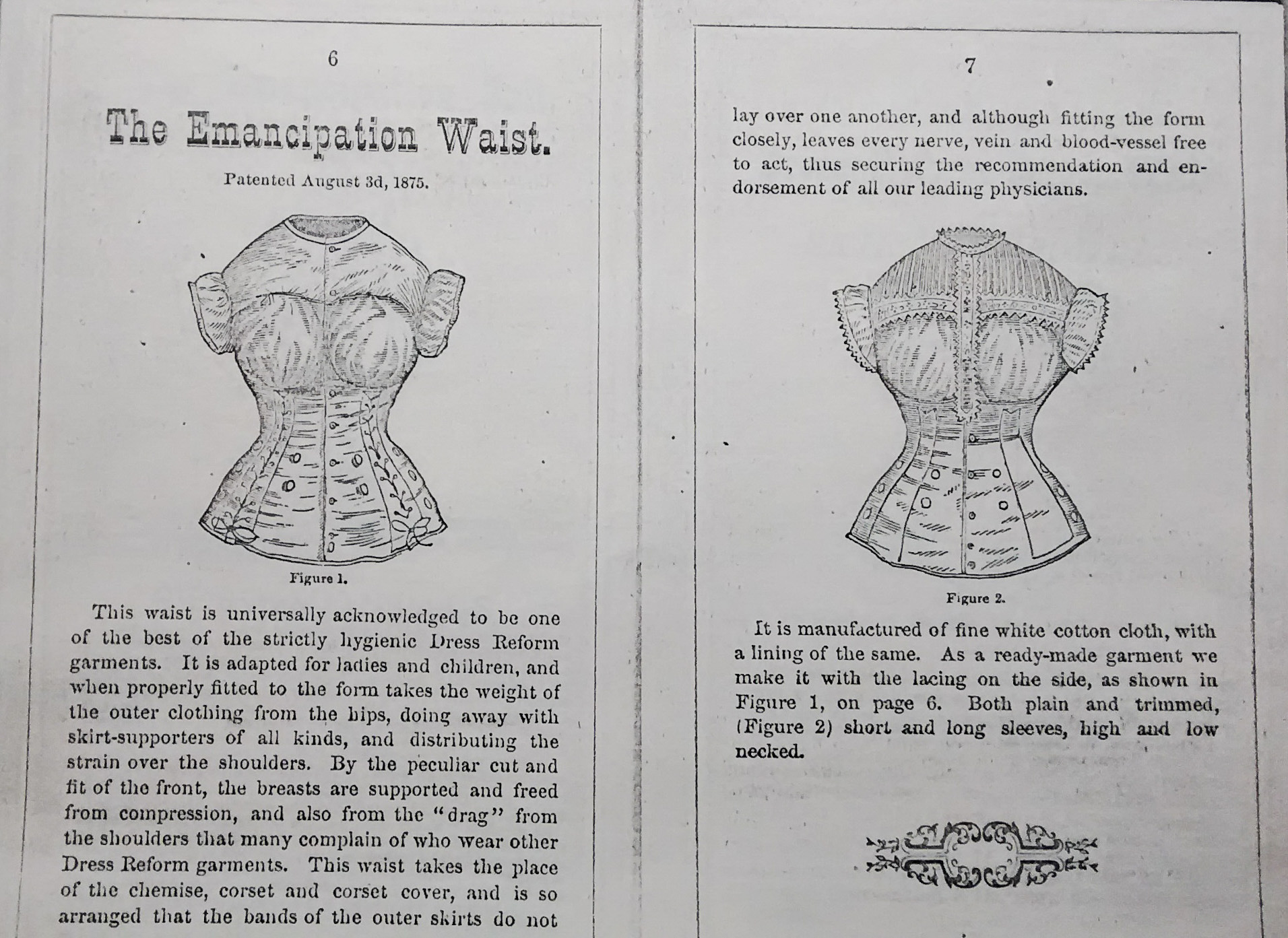
« La taille de l'émancipation ». Extrait du « Catalogue de la réforme vestimentaire et autres sous-vêtements hygiéniques pour dames et enfants », George Frost and Co., Boston, Massachusetts, 1er juin 1876.

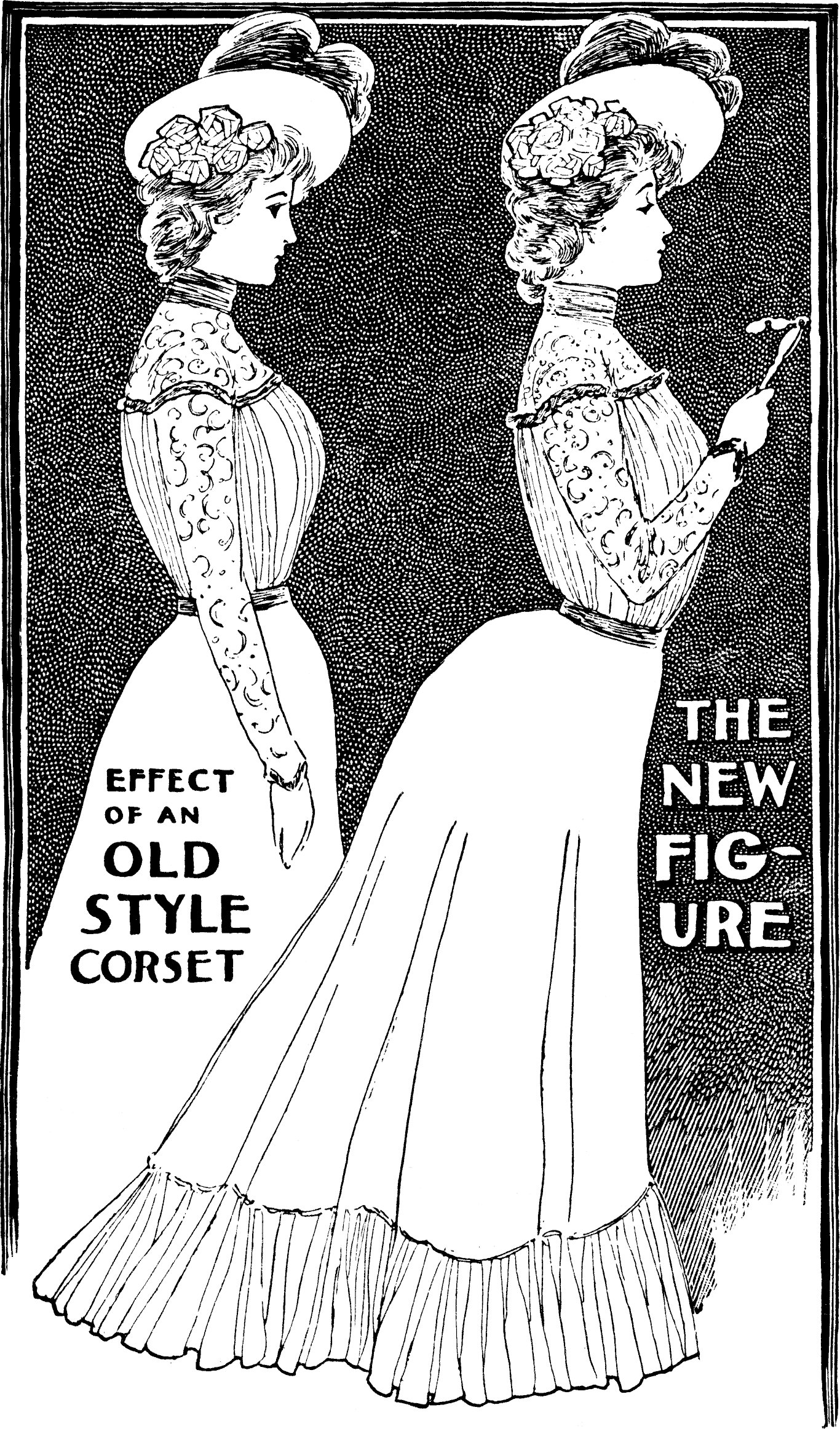
Un schéma de 1900 du Ladies' Home Journal illustrant la différence entre les corsets victoriens et édouardiens.

Les réformateurs vestimentaires prônent le liberty bodice (en), comme alternative au corset. Il s'agit d'un corsage moulant sans manches, boutonné sur le devant, orné de rangées de boutons en bas, permettant d'y attacher des jupons et une jupe. Le poids des jupons et de la jupe est supporté par l'ensemble du torse et pas seulement par la taille (l'inconvénient de suspendre tout le poids des jupes et des jupons amples à une taille serrée, plutôt qu'aux épaules, étant un autre point souvent évoqué par les réformateurs vestimentaires).
Le « Emancipation union under flannel » est commercialisé aux États-Unis pour la première fois en 1868. Ce sous-vêtement d'une seule pièce en flanelle tricotée, associe une chemise et un caleçon en un seul vêtement, éliminant ainsi le besoin de bas longs, de jarretières et de jupons lourds. Initialement destiné aux femmes, son côté pratique et son confort ont conduit à son adoption par les hommes comme sous vêtement d'hiver et appelé « caleçon long »[réf. nécessaire].
En 1878, Gustav Jaeger, un médecin allemand dénonce le pantalon pour hommes, dont les tuyaux de tissu laissent passer des courants d'air nocifs à la santé. Il préconise le port de tissus bruts, tels que la laine, proches du corps, et ne comportant aucune fibre végétale, ce qu'il appelle Die Normalkleidung c'est-à-dire l'habillement normal,.
Parmi les adversaires du corset, on rencontre aussi des personnes de l'aile ethnico-nationaliste, voire raciste et antisémite, du mouvement Lebensreform qui ne se préoccupent pas de la libération des femmes ou de leur santé. Parmi ceux-ci, Heinrich Pudor (en) considère le corset comme une chose dépravée, faisant partie de la tenue des prostituées, et, pour cette raison, les femmes « allemandes convenables » ne doivent pas en porter.

### Le corset hygiénique
Le principal résultat du mouvement de réforme vestimentaire semble être l'évolution, plutôt que la disparition, du corset. Des médecins, non seulement aident leurs patientes à ajuster leur corset de façon plus sûre, mais certains conçoivent leurs propres corsets. Au Royaume-Uni, Roxey Ann Caplin crée des corsets qu'elle estime plus respectueux de l'anatomie humaine. En France, Inès Gaches-Sarraute conçoit le corset droit pour répondre aux problèmes gynécologiques de ses patientes, attribués au port du corset. Son modèle vise à réduire la pression sur l'abdomen et à améliorer la santé générale,. Son corset et nombre d'autres sous-vêtements féminins innovants sont proposés à l'Exposition universelle de 1900 à Paris.
On ignore combien de femmes, que ce soit en Amérique ou en Europe, portent ces corsets dits « réformés ». Cependant, la photographie de portrait contemporaine, la littérature de mode et les exemples subsistants de ces sous-vêtements suggèrent que le corset est omniprésent chez les femmes et les jeunes femmes (et de nombreux hommes à la mode) jusqu'aux années 1920, époque à laquelle les gainescommencent à s'imposer.

### Le Bloomer
Le vêtement le plus célèbre de l'ère de la réforme vestimentaire est le bloomer. En 1851, l'américaine Elizabeth Smith Miller, militante pour les droits des femmes et pour la tempérance, adopte ce qu'elle considère comme un costume plus rationnel : un pantalon bouffant et resserré aux chevilles, comme celui des femmes du Moyen-Orient et d'Asie centrale, surmonté d'une robe ou d'une jupe courte et d'un gilet. Il permet de bouger aussi librement qu’un homme tout en respectant la décence de ne pas montrer le galbe des jambes, et tout en conservant par dessus une sorte de jupe/tunique pour rester féminine. Elle présente son nouveau vêtement à Elizabeth Cady Stanton, militante féministe et abolitionniste, qui le trouve à la fois élégant et seyant, et l'adopte immédiatement. Dans cette tenue, elle rend visite à une autre militante, Amelia Bloomer, rédactrice en chef du magazine The Lily qui adopte également le costume et en fait la promotion avec enthousiasme dans son magazine, au point de lui donner son nom. De plus en plus de femmes adoptent cette mode et sont rapidement surnommées « Bloomers »,,.

Elles sont cependant ridiculisées dans la presse et harcelées dans la rue. Les femmes auraient 

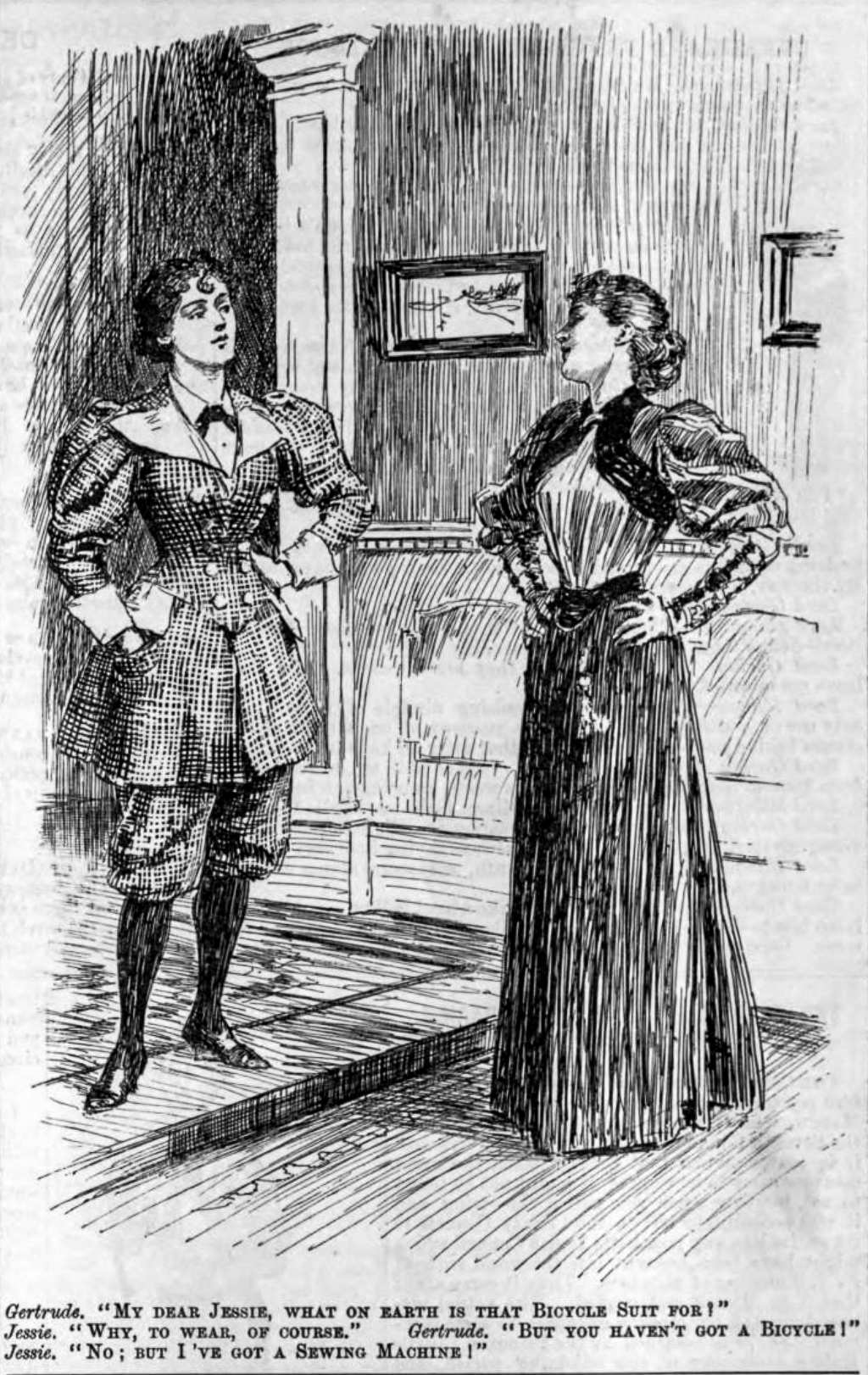
Caricature de Punch de 1895. Gertrude : « Ma chère Jessie, à quoi sert ce costume de cycliste ? »
Jessie : « A être porté, bien sûr. »
Gertrude : « Mais tu n’as pas de vélo ! »
Jessie : « Non, mais j'ai une machine à coudre ! ».

«  perdu leur mystère et leur attrait en abandonnant leurs robes flottantes », le magazine britannique Punch publie des planches illustrant les dangers de cette révolution qui asservit les mâles à leurs épouses culottées . Amelia Bloomer elle-même cesse de s’habiller de cette façon vers 1859, pour revenir à une tenue plus conventionnelle, si bien que cette mode n’a finalement été qu’un feu de paille. Cependant, le bloomer est la première étape du pantalon pour femmes et, quelques décennies plus tard, les femmes adopteront les culottes pour faire du sport.

### Le pantalon
Au début du XXe siècle, une certaine Ms Powel tente, sans succès, de lancer la « robe-pantalon » aux États-Unis. À Paris, l'actrice Louisa de Mornand porte cette tenue lors d'un événement mondain, ce qui lance une vive polémique entre « robe étroite » et « robe masculine ». En Espagne, la police intervient pour remettre les femmes dans le droit chemin. A partir de 1911, la jupe-culotte gagne du terrain en France. Au Royaume-Uni, la Rational Dress Society (en) préconise le port de la jupe-culotte et la « divided skirt » devient « l'habit de fonction des Suffragettes ». La pratique du sport constitue une étape majeure dans l’évolution du costume féminin. Les jupes entravent les mouvements et peuvent même s'avérer dangereuses comme en alpinisme ou en cyclisme. Les sportives commencent donc à adopter le pantalon, mais uniquement durant les temps de pratique sportive.

## Le mouvement vestimentaire rationnel par pays
Le mouvement de réforme vestimentaire se propage des États-Unis et du Royaume-Uni aux pays nordiques dans les années 1880, puis de l'Allemagne à l'Autriche et aux Pays-Bas. La question est abordée à l'échelle internationale lors du Congrès international des femmes de Berlin en septembre 1896 auquel participent l'Allemagne, les États-Unis, la Belgique, le Danemark, l'Angleterre, la Finlande, la Russie, la Suède, la Suisse et la Hongrie.

### Allemagne
L'Allemagne est un pays pionnier de la Reformkleidung au XIXe siècle, partie intégrante du grand mouvement de réforme de la santé Lebensreform, qui plaide en faveur d'une réforme de la santé en matière d'habillement pour les femmes et les hommes, soutenue par des professionnels de la santé et des scientifiques tels que Gustav Jaeger et Heinrich Lahmann (de),.
Gustav Jäger (1832-1917), promeut des « vêtements normaux » principalement en laine. Il consacre de nombreux écrits à son nouveau style de vêtements masculins puis les fait fabriquer dans l'usine de tricots de Stuttgart de Wilhelm Benger Söhne à partir de 1879. Les tissus légers et respirants de ces nouveaux vêtements sont en laine, majoritairement  des laines onéreuses : mérinos, alpaga ou cachemire que peu de gens peuvent s'offrir. En Allemagne, peu de gens sont à l'aise avec ces vêtements. L'industriel Robert Bosch, lui, en est un fervent adepte. Après la Première Guerre mondiale, ces vêtements disparaissent en Allemagne, mais continuent de se vendre au Royaume-Uni.
Le mouvement féministe ne s'intéresse cependant à la question qu'après le Congrès international des femmes de Berlin en septembre 1896. Deux semaines plus tard, le Deutscher Verband Frau und Kultur (de), est fondée. Sa première exposition a lieu en avril 1897 à Berlin. Trente-cinq fabricants soumettent des propositions de réforme. Depuis 1899, une exposition permanente présente même des exemples de « vêtements féminins améliorés ». À l'instar de ses homologues autrichiennes, néerlandaises et nordiques, l'Association allemande pour la réforme vestimentaire se concentre sur la réforme des sous-vêtements féminins, principalement sur les corsets, qu'elle considère comme l'objectif le plus réaliste. Le mouvement allemand parvient à influencer l'opinion publique à tel point que l'une de ses figures de proue, Minna Cauer, peut signaler en 1907 que l'industrie allemande du corset connait des difficultés en raison d'une baisse de leur utilisation.
En décembre 1900, la première exposition de robes de réforme artistique en Allemagne est présentée à Krefeld : la mode féminine ne doit plus être simplement confortable et saine, conformément à l’idée de base de la « réforme de la vie », mais doit être soumise à un design esthétiquement sophistiqué et créée par des artistes. La beauté est devenue une « arme » et la robe fait partie de l’esthétique Gesamtkunstwerk. En 2018-2019, le Kunstmuseum de Krefeld présente l'exposition Taillés pour la liberté. Les vêtements artistiques autour de 1900 : mode, art et société,.
En Allemagne, ce sont surtout Anna Muthesius et Paul Schultze-Naumburg qui sont les promoteurs de cette réforme vestimentaire artistique. Anna Muthesius, une créatrice allemande vivant à Londres, s'inquiète de l'exploitation des femmes par les industriels du vêtement. Son livre de 1903, Das Eigenkleid der Frau, qui intégre une reliure Art nouveau de Frances MacDonald, est considéré comme une contribution importante au mouvement du style vestimentaire artistique.

### Autriche
En Autriche, le mouvement de réforme vestimentaire est lié au mouvement Arts and Crafts, avec la Sécession viennoise fondée en 1897 par des artistes progressistes en opposition au Künstlerhaus,.

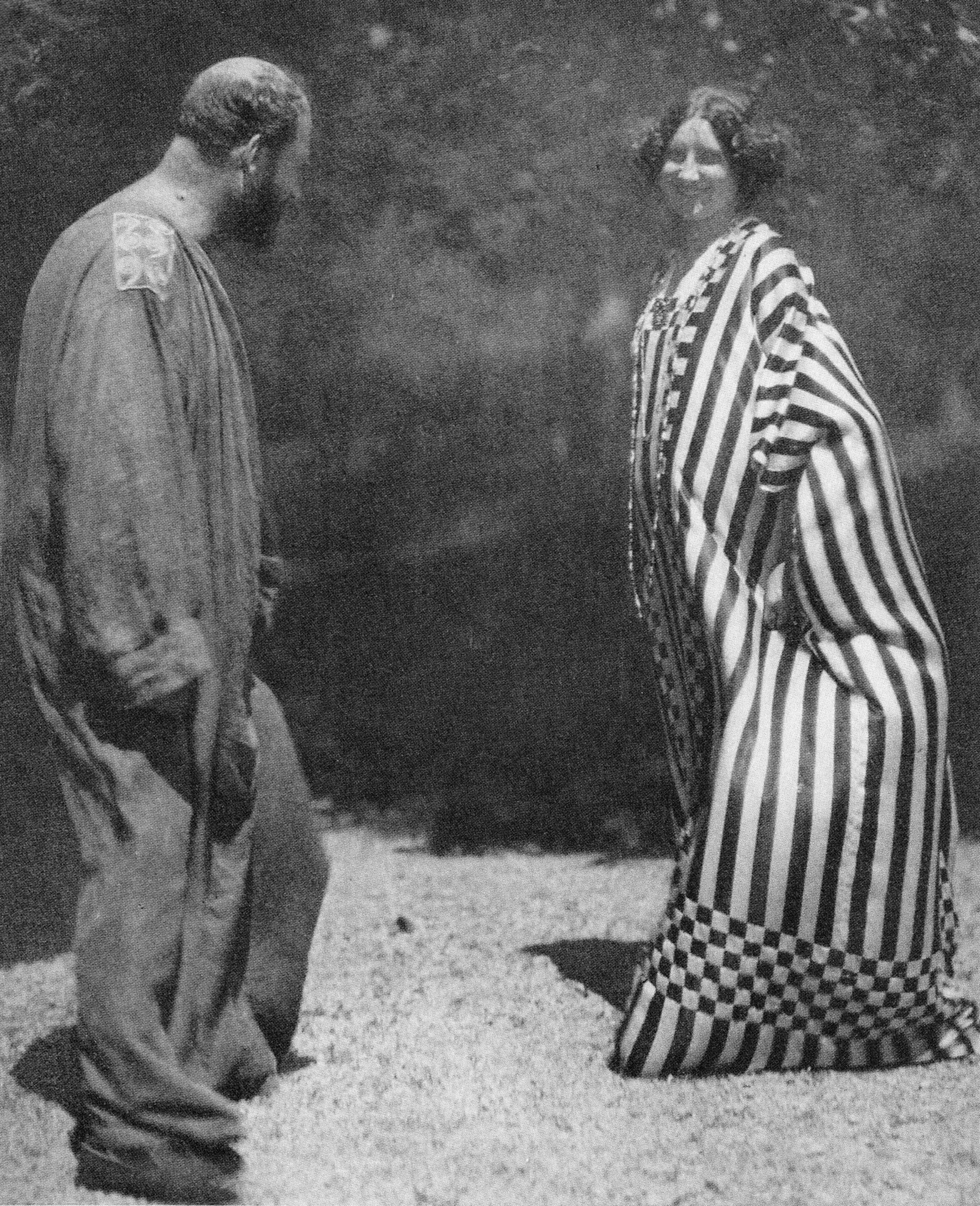
Emilie Flöge et Gustav Klimt dans des vêtements de réforme, 1909.

Josef Hoffman, Koloman Moser, Otto Wagner, Alfred Roller et Hermann Bahr soutiennent la réforme vestimentaire, notamment dans les Dokumente der Frauen en 1902, et certains d'entre eux contribuent à la conception de vêtements réformés. La créatrice de mode Emilie Flöge dirige, avec ses sœurs Hélène et Pauline, un salon de haute couture appelé « Schwester Flöge ». Elle est également la compagne de Gustav Klimt, qui crée des robes réformées pour son salon. Emilie Flöge gagne néanmoins sa vie avec la mode conventionnelle, car la clientèle pour les robes réformées n'est pas encore assez nombreuse,,.

### Belgique
L'art nouveau qui naît en Belgique en 1893 représente une rupture totale avec l’historicisme, l’exploitation des styles du passé en vogue au XIXe. Ses créateurs ont la volonté de réformer la société avec cet art total. Il n'est donc pas surprenant que de nombreux artistes de l'art nouveau soient à l'origine de la création de nouveaux vêtements. Dès le milieu des années 1890, Henry Van de Velde et son épouse Maria Sèthe commencent à créer des vêtements pour femmes et enfants dans un style nouveau, de préférence sans corset,. Maria Sèthe joue un grand rôle dans la conception ainsi que dans l'exécution des robes de réforme, qu'elle présente elle-même en tant que mannequin. Elle souligne la nécessité de réformer la conception de la mode féminine afin de « créer des modèles de vêtements plus logiques, plus sains et, en même temps, plus beaux que ceux créés par la mode. ». En 1900 elle publie le livre Album de robes de dames exécutées d’après des projets d’artistes modernes avec une préface et six modèles de vêtements exposés lors d'un grand défilé de mode général à Krefeld la même année. Ces robes réformistes, sobres, amples, avec des ornements Art nouveau, sont portées par une élite et très peu ont été préservées,,.

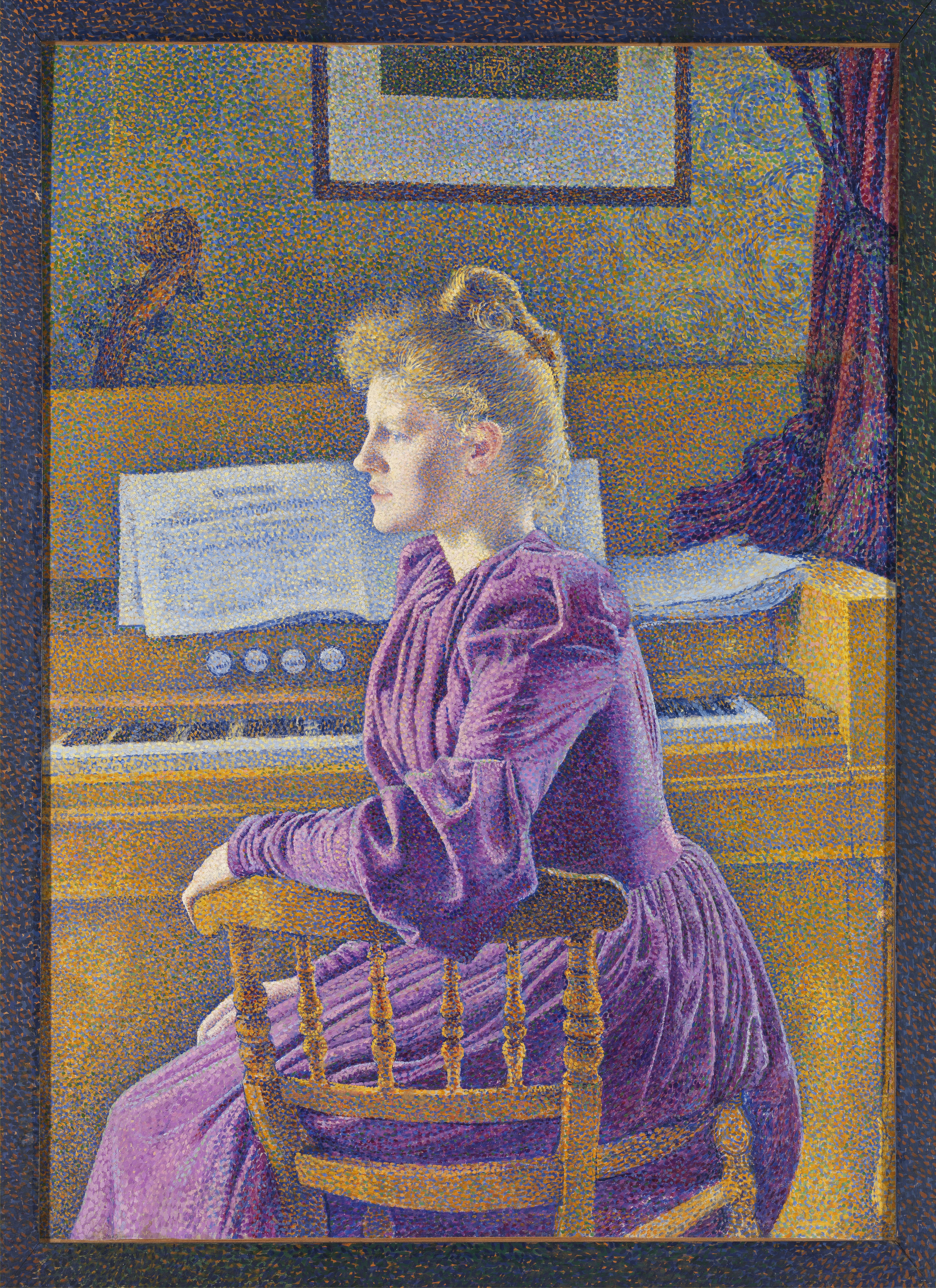
Maria Sethe, portrait par Theo Van Rysselberghe, 1891.

### Danemark
Au Danemark, les jeunes filles utilisent déjà le bloomer comme tenue de patinage dans les années 1860. Bien qu'aucune société de réforme vestimentaire distincte n'ait été fondée au Danemark, la société de défense des droits des femmes Dansk Kvindesamfund se penche activement sur la question sous l'influence de la Société suédoise de réforme vestimentaire dans les années 1880. Elle publie sa propre brochure, Om Sundheden og Kyindedraegten de J. Frisch, et collabore avec Stockholm et Oslo à la conception de vêtements de réforme et participe à des expositions comme l' Exposition nordique de 1888 (en).

### États-Unis
La première organisation de réformateurs vestimentaires aux Etats-Unis est la National Dress Reform Association, fondée par l'hydropathe James Jackson en 1856. Ses membres sont partisans d'une réforme de la tenue vestimentaire féminine pour des raisons sanitaires. Il s’agit d'améliorer la santé des femmes en leur permettant de bouger librement et en évitant de comprimer les organes avec des corsets trop serrés. L'association bénéficie du soutien de nombreuses autres organisations de santé et de sport, du mouvement féministe contemporain, ainsi que d'organisations religieuses hostiles à la mode.
Lydia Sayer Hasbrouck, membre puis présidente de l'association, fonde le périodique The Sibyl, qui publie une liste de femmes ayant adopté le code vestimentaire. Cependant le mouvement échoue et la National Dress Reform Association est dissoute en 1865. La American Free Dress League est fondée en 1874,.

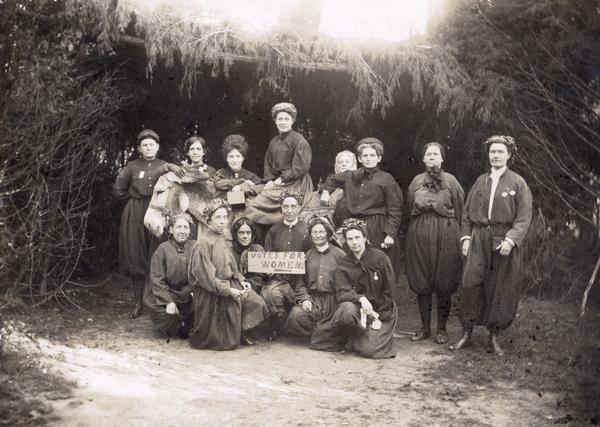
Des « Bloomer Girls » soutiennent le suffrage des femmes (vers 1903).

Le « bloomer » voit le jour aux États-Unis en 1851. Sans corset, il se compose d'un corsage moulant et d'une jupe plissée descendant juste en dessous du genou, sous laquelle on porte un pantalon. Le vêtement est adopté par les femmes cyclistes et les suffragettes l'adorent mais il est rejeté par le plus grand nombre. Largement caricaturé, il fait l'objet de critiques à cause de son apparence « orientale », son prétendu lien avec l'Islam, voire avec la mode française, ce qui en ferait un vêtement anti-américain et anti-chrétien. Le magazine Harpers écrit « nous n'hésitons pas à exprimer notre répugnance à des costumes si peu féminins et inconvenants ». Le conseil d'administration de College Point à Flushing, interdit aux enseignantes de se rendre à l'école à vélo, bien qu'elles soient en jupe. « Si nous ne les en empêchons pas maintenant, elles voudront être à la mode avec les New-Yorkaises et porter des culottes bouffantes… nous sommes déterminés à arrêter nos enseignantes à temps avant qu'elles n'aillent aussi loin ». Le vélo est, selon un membre du conseil, « propice à la création de pensées immorales ». Même les partisans du cyclisme féminin expriment leur opposition aux bloomers. Le bloomer ne connaît donc pas un succès durable dans sa première version. Amelia Bloomer, dont il porte le nom, abandonne la mode en 1859. Le bloomer disparaît – temporairement. Il réapparait plus tard (sous une forme différente), comme tenue sportive féminine dans les années 1890 et au début des années 1900,,.

### Finlande
Bien qu'il n'y ait pas eu de sociétés distinctes de réforme vestimentaire fondées en Finlande, l'Association des femmes finlandaises (Suomen Naisyhdistys ) s'attaque activement à la question du vêtement sous l'influence de l' Association suédoise de la réforme vestimentaire (en) dans les années 1880 ; elle donne des conférences dans de nombreuses villes finlandaises, réussit à faire accepter le costume de réforme comme tenue de sport dans les écoles de filles de la capitale en 1887 et reçoit la grande médaille d'argent pour son costume de réforme pour écolières lors de l'exposition de la Société d'hygiène russe à Saint-Pétersbourg en 1893.

### France
Il n'existe pas de société de réforme vestimentaire distincte en France. La question est abordée et débattue par plusieurs organisations françaises de défense des droits des femmes. Ainsi, Madeleine Pelletier affirme que « Les vêtements féminins sont la livrée de la servitude, ils indiquent qu'on est un sexe et non un individu. ».
C'est surtout l'engouement pour le cyclisme dans les années 1890 qui va faire évoluer les choses en France. Le port du pantalon y est interdit mais certaines femmes transgressent la loi comme la peintre Rosa Bonheur, les écrivaines George Sand et Colette, parfois en ayant recours à des demandes de dérogation. Un « inspecteur des pantalons » contrôle les tenues des danseuses du Moulin-Rouge,. Durant la Première Guerre mondiale, l'arrivée massive des femmes dans les industries, entraîne le développement du port du pantalon comme vêtement de travail. Dès la fin de la guerre cependant, sa mauvaise réputation reprend le dessus et ce n'est qu'avec la Seconde Guerre mondiale qu'il fait son retour et de façon durable cette fois.
Le couturier français Paul Poiret (1879-1944), créé des robes élégantes et chics, pouvant être portées sans corset et se permet d'habiller les femmes en pantalon, et pas seulement pour faire du vélo. Il commence par libérer le corps des femmes d'abord du jupon en 1903, puis du corset en 1906. Nicole Groult, sa sœur, Isadora Duncan et Madeleine Vionnet mènent également une lutte sans merci pour la libération vestimentaire de la femme à commencer par l'abolition du corset. Leurs créations imposent une ligne fonctionnelle, adaptée à la fois aux femmes travailleuses émergeant dans les classes moyennes et au goût pour le charleston où le corps doit se sentir libre, aux antipodes de la silhouette en « S » qui disparaît,,.
L'ordonnance du 16 brumaire an IX interdisant - aux femmes de s’habiller en hommes n'a été abrogée que le 31 janvier 2013.

### Japon

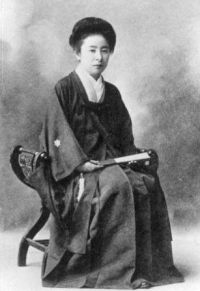
Shimoda Utako en hifu et hakama.

Dans les années 1860, les étudiantes japonaises portent des vêtements occidentaux comme tenue scolaire. Utako Shimoda (1854-1936), militante féministe, trouve cela peu commode et estime que les pièces façonnées comme le corset sont nuisibles et restrictives. L'adoption du kimono dans les écoles empêcherait les élèves de participer à des activités physiques,. Utako Shimoda s'inspire alors du hakama, traditionnellement porté par les hommes pour en faire un uniforme avec une identité japonaise pour son université pour femmes Jissen,.
Pendant les périodes Meiji (1868-1912) et Taishō (1912-1926), d'autres écoles pour femmes adoptent également le hakama. Il devient un vêtement standard dans les lycées au Japon, plus tard remplacé par des uniformes de style marin occidental.

### Norvège
Il n'y a pas, en Norvège, d'association de réforme vestimentaire distincte, mais l'Association norvégienne pour les droits des femmes, Norsk Kvinnesaksforening, s'empare du sujet sous l'influence de l'Association suédoise pour la réforme vestimentaire à partir des années 1880. Les modèles suédois de robes réformées sont exposés à Oslo et connaissent un grand succès.
Le médecin Lorentz Dietrichson (en), acteur majeur de l'abolition du corset lors de la controverse sur le corset (en) en Suède et en Norvège, donne dès 1886 une conférence en Norvège en faveur de la réforme vestimentaire, commentant le mouvement suédois de réforme vestimentaire auquel il participe lui-même. Johanne Biörn donne des conférences dans les écoles d'Oslo, et la styliste norvégienne Kristine Dahl (sv)  connaît le succès non seulement en Norvège, son pays d'origine, mais aussi en Suède, devenant une figure centrale du mouvement de réforme vestimentaire nordique.

### Pays-Bas

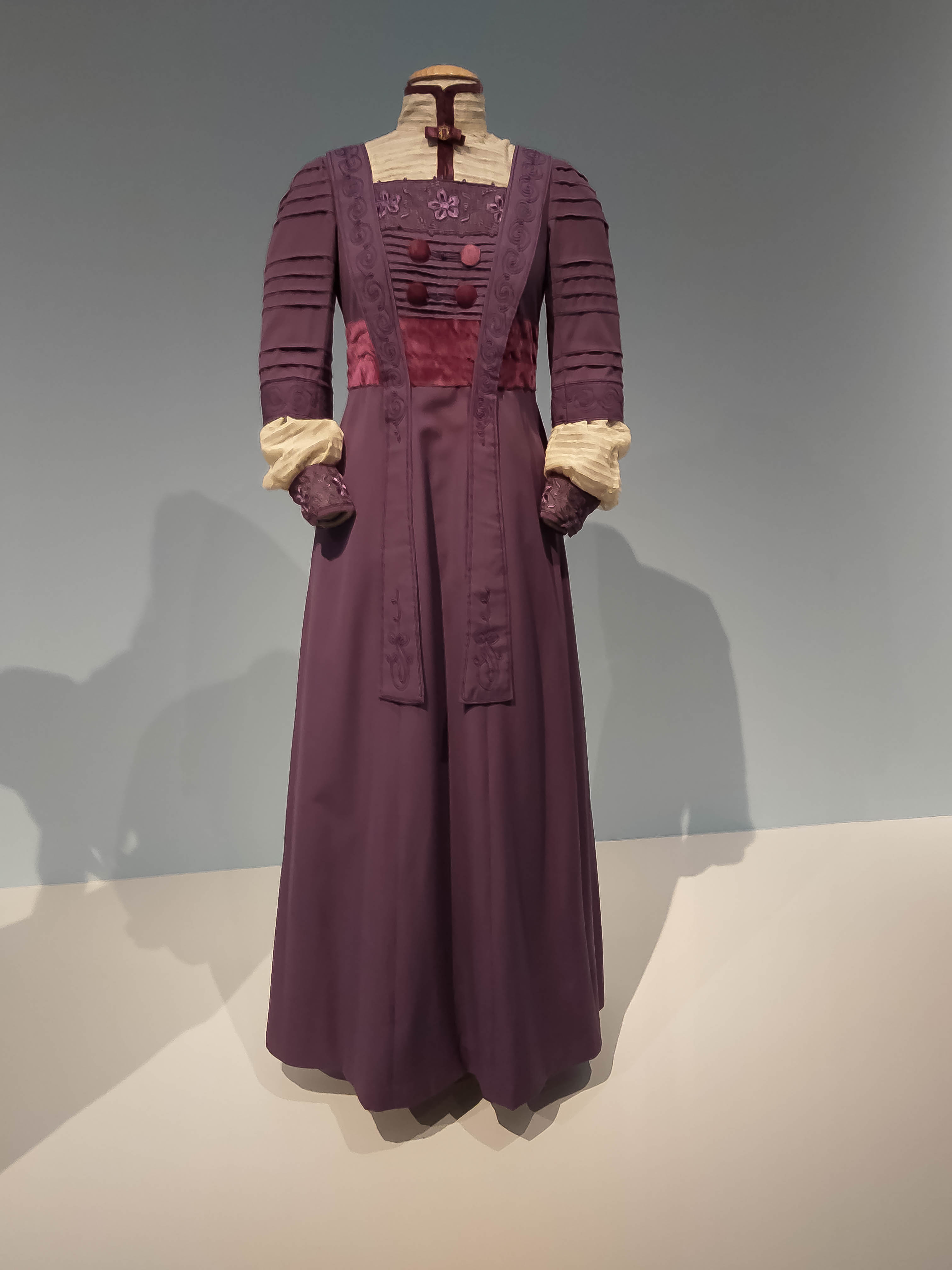
Robe de réforme portée par F. Huender-Wegener, vers 1905-1910.

Aux Pays-Bas, l'intérêt pour la réforme vestimentaire apparaît avec la fondation d'une société de réforme vestimentaire en Allemagne voisine et l'Exposition nationale du travail féminin de 1898 (nl) de 1898 qui présente des vêtements pour les travailleuses à la fois pratiques et préservant la santé. L'année suivante, en 1899, l'Association pour l'amélioration du vêtement féminin (nl) voit le jour sous la présidence de Marie Jeanette de Lange (nl),. L'association prône des vêtements dans lesquels les femmes peuvent « marcher, s'asseoir et travailler, s'habiller et se déshabiller sans aide extérieure, porter mouchoir, sac à main, clés, ne pas balayer le sol, porter un chapeau sur la tête ». L'association connaît rapidement un grand succès. En avril 1900, moins d'un an après sa fondation, elle compte 650 membres et, en septembre 1903, un peu moins de 2 000 mais après 1910, le nombre d'adhérents et d'adhérentes diminue régulièrement. La créatrice de mode et illustratrice Berhardina Midderigh-Bokhorst figure parmi les premières adhérentes. L'association suscite aussi de nombreuses oppositions comme celle du docteur Hector Treub (nl), pourtant un défenseur des droits des femmes et de son frère, l'homme politique Willem Treub,,.
L'association publie un périodique, le Maandblad der Vereeniging voor Verbetering van Vrouwenkleeding, qui propose des patrons pour réaliser soi-même les vêtements réformés, organise des conférence et de petites expositions et travaille avec des personnes de la profession pour produire une nouvelle mode pour les femmes qui soit non seulement attrayante mais aussi confortable et saine.
L'association se positionne contre le port du corset et prône des sous-vêtements confortables. La robe réformée est une robe ample portée sans corset et avec un minimum d'ornements. Celles qui les portent sont souvent désapprouvées en raison de leur silhouette jugée peu flatteuse et même indécente car le vent risque de dévoiler des parties du corps. L'association proteste aussi contre le changement de mode annuel et prône une mode plus stable, plus équilibrée et, si possible, plus intemporelle, dans le cadre d'une nouvelle esthétique pour une nouvelle personne plus libre.
En 1902, un conflit de stratégie éclate au sein du conseil d'administration, principalement entre les membres de La Haye et d'Amsterdam, concernant le public cible : plutôt les femmes de la classe moyenne ou celles plus aisées qui peuvent influencer les créateurs. Une autre dispute concerne l'autorisation des traînes pour les vêtements. La présidence de Marie Jeanette de Lange est aussi mise en question en raison de ses prises de position en faveur des méthodes de guérison du docteur Johann Georg Mezger (nl) que beaucoup considèrent comme du charlatanisme et en raison de ses concessions stylistiques allant trop à l'encontre des idéaux réformistes. Les membres de La Haye quittèrent le conseil d'administration et Marie Jeanette de Lange démissionne de la présidence,.
Les efforts de l'association aboutissent à la création d'une école en 1909 à Amsterdam : l'École professionnelle pour l'amélioration du vêtement féminin et enfantin, dirigée par Marie Faddegon qui forme des jeunes filles à la couture professionnelle selon les principes réformés. Elle prodigue également des cours de dessin, de design et d'histoire de l'art.
Le mouvement de réforme vestimentaire décline à partir de 1910 mais la mode des années 1920 adopte de nombreux éléments des vêtements réformés : vêtements amples, jupes courtes et taille dissimulée.

### Royaume-Uni
Le mouvement pour la réforme vestimentaire commence au milieu du XIXe siècle, les réformateurs de la santé cherchant des alternatives aux styles à la mode, contraignants et inconfortables, pour rendre la mode rationnelle, hygiénique et belle.

#### La réforme vestimentaire victorienne
Au Royaume-Uni la réforme vestimentaire prend le nom de Victorian dress reform. Elle débute en mai 1881 avec la création de la Rational Dress Society (en), sous la présidence de  Florence Harberton et avec le soutien de la National Health Society déjà établie. La société promeut, selon le goût et la convenance de chacun, d’un style vestimentaire basé sur des considérations de santé, de confort et de beauté. Elle désapprouve les changements de mode qui ne vont pas dans ce sens. La robe parfaite, à ses yeux, doit assurer la liberté de mouvement, ne pas exercer de pression sur une partie quelconque du corps, ne pas peser plus lourd que nécessaire, combiner confort, grâce et beauté et aussi ne pas se distinguer trop des vêtements habituels de l'époque,. La Société organise, en 1894, une exposition qui propose des innovations en ce qui concerne la lingerie féminine, notamment la suppression du corset et de la crinoline. Elle prône les jupes-culottes comme une forme vestimentaire plus pratique, mais sa présidente et cofondatrice, Lady Florence Harberton, va plus loin : elle porte la robe « rationnelle » complète pour faire du vélo, soit une jupe plus courte portée sur un pantalon volumineux, les knickerbockers. Lorsqu'une auberge refuse de la servir à cause de sa tenue, elle lui intente un procès qu'elle perd mais elle est soutenue par le Cycling UK (en). Cet incident, très médiatisé, encourage de nombreuses femmes à se mettre à la pratique du cyclisme,,.

#### Le mouvement vestimentaire esthétique
Dans les années 1860, le vêtement artistique (en) est populaire dans les cercles littéraires et artistiques britanniques dont le membres se rebellent contre la mode contemporaine, jugée restrictive, déformante et surfaite. Ils préfèrent des vêtements plus amples, inspirés du style médiéval et Renaissance des peintures préraphélites. La robe artistique est ample, relativement simple et souvent dotée de manches bouffantes. Elle est généralement portée à la maison. Elle contraste avec les corsets serrés, les jupes à cerceaux et les tournures, les teintures synthétiques et les ornements somptueux de la mode dominante de l'époque, avant de disparaître dans les années 1870 et de réapparaître sous le nom de « robe esthétique » dans les années 1880. Celle-ci reprend de nombreuses caractéristiques de la robe artistique (rejet du laçage serré au profit de la simplicité des lignes et de la prédominance des tissus nobles). L'esthétisme rejette les objectifs moraux et sociaux de la réforme vestimentaire victorienne qui l'a précédé. Le style vestimentaire esthétique englobe une gamme de modes, des robes japonaises et des blouses pour enfants inspirées de Kate Greenaway, aux vestes en velours et aux culottes courtes du « costume de conférencier esthétique » qu'Oscar Wilde porte lors de sa tournée de conférences en Amérique en 1882. Parmi les créateurs et couturiers de renom associés à ce mouvement, on compte Ada Nettleship , qui crée les costumes de Constance Lloyd et Alice Comyns Carr, créatrice des costumes de l'actrice Ellen Terry,,,.
En 1891, une nouvelle association est créée en lien avec le mouvement Arts and Crafts : la Healthy and Artistic Dress Union dont l'objectif de promouvoir les vêtements de réforme. Elle est soutenue par le styliste Arthur Lasenby Liberty qui vend ses vêtements à travers l'Europe et aux États-Unis. L'Union organise des réunions durant lesquelles sont présentés des vêtements ainsi que des tableaux vivants destinés au public. Elle publie le journal Aglaia qui propose des articles comme Types of Artistic Dress, How to Dress Without the Corset (Types de robes artistiques, Comment s'habiller sans corset) , et The Progress of Taste in Dress (Le progrès du goût vestimentaire),.
Lewis Tormalin traduit en anglais le livre de Gustav Jäger, Die Normalkleidung als Gesundheitsschutz (1880) et ouvre une boutique vendant les « système sanitaire en laine du Dr Jaeger », soit quelques 50 articles différents en laine tricotée. Les combinaisons, bientôt appelées « Jaegers » connaissent un grand succès mais là aussi, ce sont surtout les célébrités et les riches qui s'offrent ces lainages raffinés. Parmi ceux qui les portent figurent Oscar Wilde (1854-1900), George Bernard Shaw (1856-1950), ainsi que les explorateurs polaires Fridtjof Nansen (1861-1930), Robert Falcon Scott (1868-1912) et Edmund Hillary (1919-2008). La société Jäger produit encore ces vêtements au XXe siècle.
Il faut attendre 1929 pour que plusieurs réformateurs britanniques, parmi lesquels John Carl Flügel fonde le Men's Dress Reform Party (en)  (le Parti pour la réforme du costume masculin), qui prône un changement radical de la garde robe masculine de l’époque.

### Suède
La Suède est le premier pays scandinave à accueillir le mouvement de réforme vestimentaire qui se propage ensuite au Danemark, à la Finlande et à la Norvège.
En 1885, le professeur Curt Wallis apporte avec lui le livre Dress and Health, ensuite traduit en suédois par Oscar von Sydow sous le titre Reformdrägten: En bok för qvinnor skrifven af qvinnor,. Après un discours d'Anne Charlotte Leffler tenu au club de femmes Nya Idun, les Amis des l'artisanat (sv) (Handarbetets vänner) donnent à le designeuse textile Hanna Winge la mission de concevoir un costume de réforme, qui sera produit par Augusta Lundin (en) et exposé en public, ce qui donne une publicité supplémentaire à la question, et en 1886, la Association suédoise de réforme vestimentaire (en) (Svenska drägtreformföreningen) est fondée.
Après une première tentative de réforme du costume, le mouvement suédois de réforme vestimentaire se concentre sur une réforme des sous-vêtements féminins, notamment du corset. Ce mouvement correspond à son équivalent britannique, ainsi qu'au mouvement américain de réforme vestimentaire d'Annie Jenness Miller (en).

## Styliste de la réforme vestimentaire
- Gunda Beeg
- Lilli Behrens (de)
- Amelia Bloomer
- Margarethe von Brauchitsch (de)
- Hedwig Buschmann (de)
- Roxey Ann Caplin
- Mechthild Czapek-Buschmann (de)
- Kristine Dahl (sv)
- Marie Faddegon
- Emilie Flöge
- Lucy Christina Duff Gordon
- Inès Gaches-Sarraute
- Marie von Geldern-Egmond
- Nicole Groult
- Gustav Jäger
- Annie Jenness Miller (en)
- Gustav Klimt
- Augusta Lundin (en)
- Margaret MacDonald Mackintosh
- Berhardina Midderigh-Bokhorst
- Clara Möller-Coburg (de)
- Alfred Mohrbutter (de)
- Anna Muthesius
- Jessie Newbery
- Ada Nettleship
- Else Oppler-Legband
- Paul Poiret
- Else Raydt (de)
- Utako Shimoda
- Emmy Schoch (de)
- Paul Schultze-Naumburg
- Walter Schulze (de)
- Maria Sethe
- Henry van de Velde
- Madeleine Vionnet
- Fia Wille (de)
- Hanna Winge

## Galerie

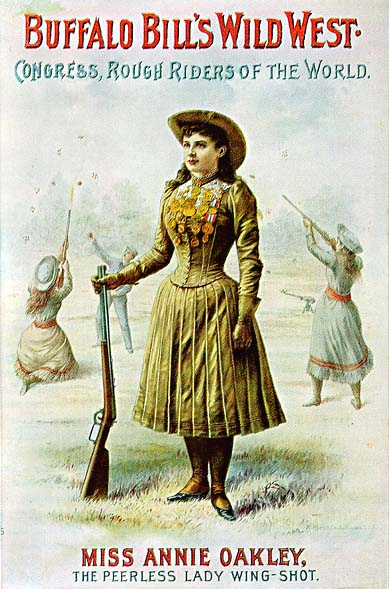
Affiche de la seconde moitié des années 1880 montrant Annie Oakley portant une jupe courte.
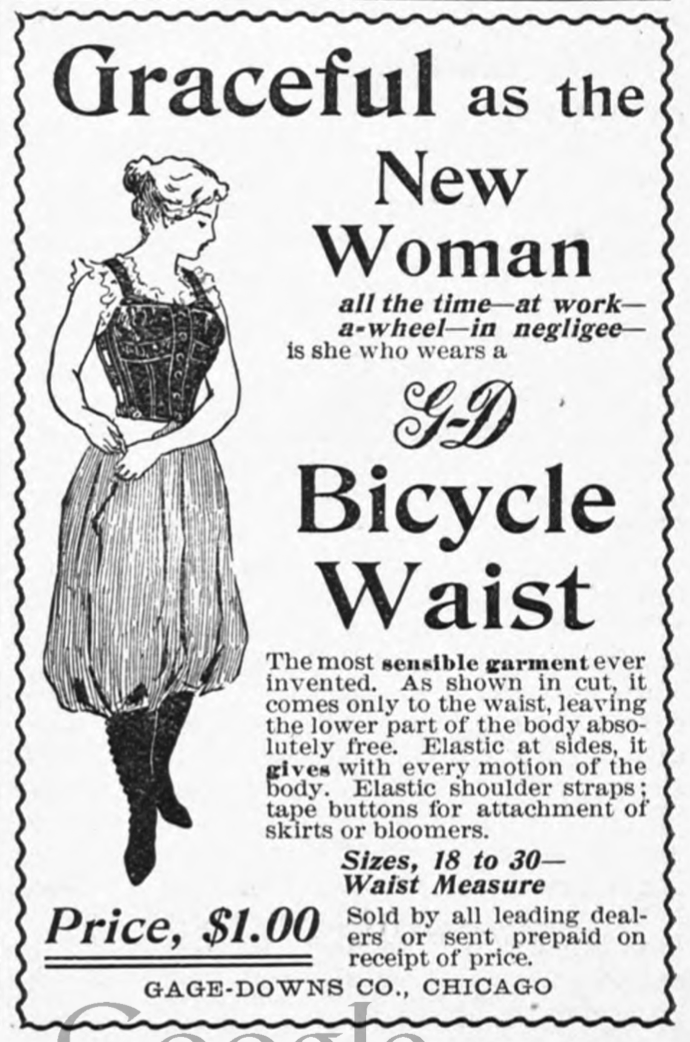
Publicité de 1896 montrant une ceinture modifiée, permettant aux femmes de libérer les membres inférieurs, facilitant ainsi la conduite d'un vélo, alors en vogue.
Robe de réforme
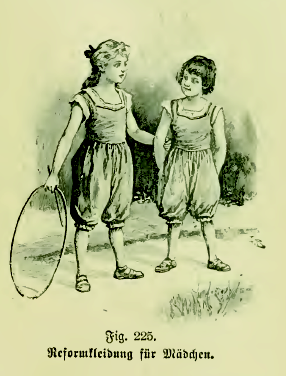
Vêtements de réforme pour enfants (Die Frau als Hausärztin (1911)).
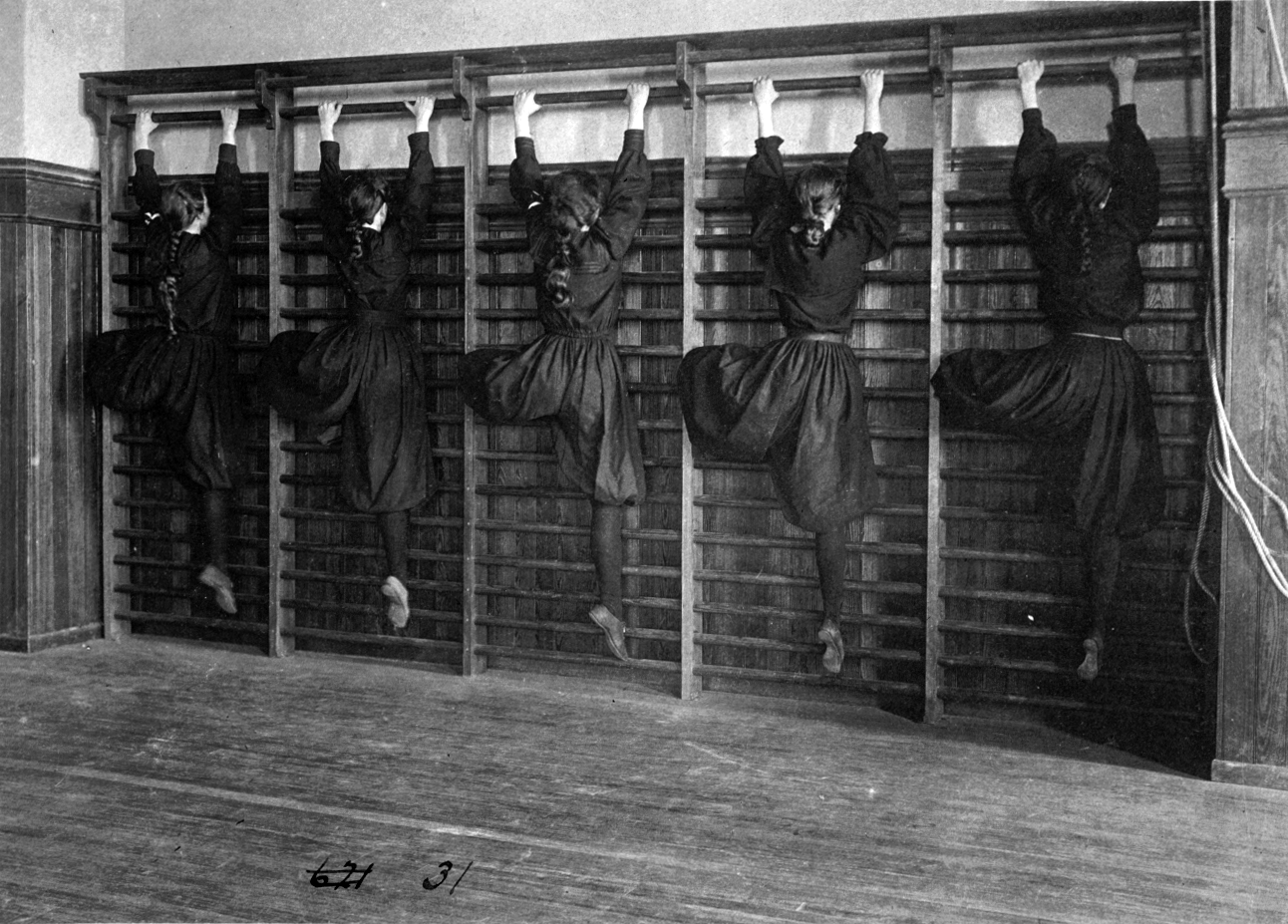
Femmes en bloomers, dans une activité sportive, vers 1899.
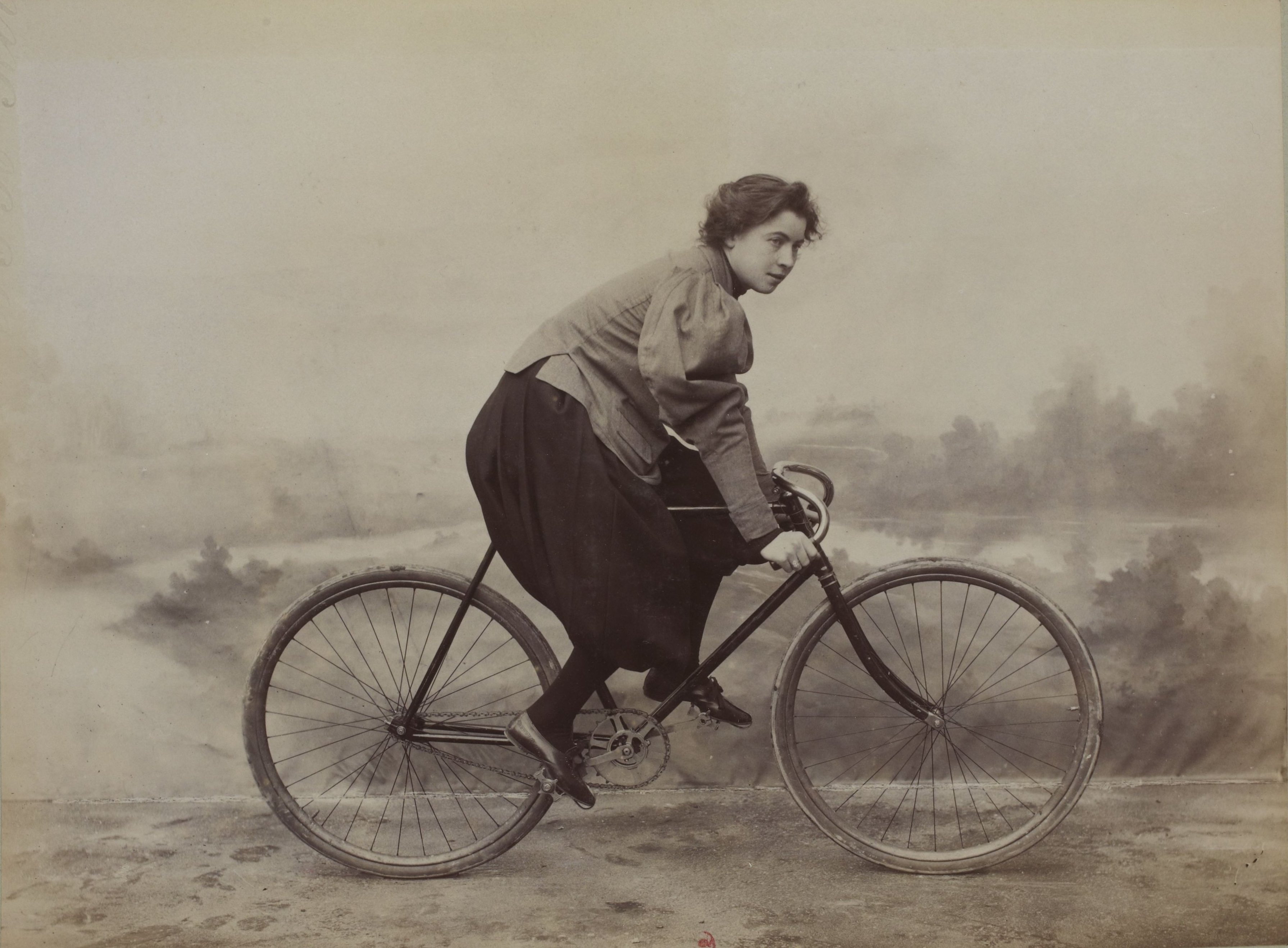
La cycliste Marie Tual portant un bloomer lors d'une compétition sportive (1896 ou 1897).